# Struccfélék
A struccfélék (Struthionidae) a madarak (Aves) osztályának egy röpképtelen családja, amely a struccokat és kihalt rokonaikat foglalja magába. A család két máig fennmaradt faja a közönséges strucc (Struthio camelus) és a szomáliai strucc (Struthio molybdophanes), melyek mind a Struthio genushoz tartoznak számos fosszilis fajjal együtt, mint amilyen pl. az ázsiai strucc (Struthio asiaticus). A közönséges strucc a két ma élő faj közül a legelterjedtebb, illetve ez a legnagyobb ma élő madárfaj. Más kihalt fajok is a valaha élt legnagyobb madarak közé tartoznak.

## Evolúciójuk

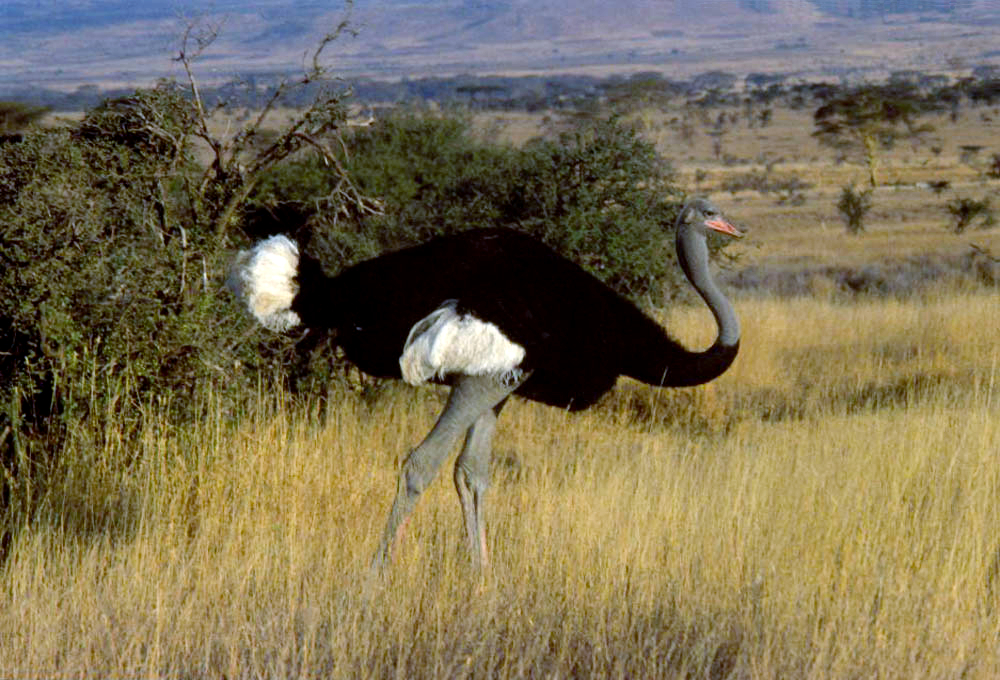
Egy szomáliai strucc kakas Kenyából. Látható a fajra jellemző kék nyak.

A struccszerű madarak legkorábbi fosszíliái a paleocén idején Európában élt taxonok. A Palaeotis és Remiornis a középső eocénból, addig különböző nem specifikus futómadarak az eocén és oligocén korokból ismertek, Afrika és Európa területéről. Lehet, hogy ezek a madarak a Struthio genus korai rokonai voltak, de taxonómiai állapotuk megkérdőjelezhető, mivel talán a futómadár-szabásúaknak több kihalt vonalát képviselhették. Az Afrikában talált Eremopezus nevű ősmadarat, ha nem tekintik a kígyászkeselyű és a papucscsőrű madár bazális alakjának, akkor néha strucc-vagy elefántmadár-szerű taxonnak tekintik. Ezen rejtélyes madarat eltekintve a struccfélék eddig megtalált kövületei a kora miocénból ismertek, melyek a ma is élő Struthio nemtől származtathatók.
A kihalt afrikai fajok kapcsolata viszonylag egyszerű, addig sok ázsiai fajt csupán töredékes maradványokból írtak le és emiatt az egymás közötti, illetve az afrikai fajokkal való kapcsolatuk bizonytalan. A struccok Kínából a utolsó jégkorszak végén vagy ezután pusztultak ki, ráadásul ismertek onnan a futómadár ábrázolásai a kerámiákon és a sziklarajzokon. A struccfélék hajdan együtt éltek a röpképtelen futómadaraknak egy másik csoportjával, az Eogruidokkal. Bár Olson 1985-ben ezen kihalt madárcsoportot "proto-struccoknak" nevezte, a közelmúltig általánosan úgy tartották, hogy a darvakkal állnak legközelebb, addig a struccokkal való minden hasonlóság csupán a konvergens evolúció eredménye. Egy újabb elemzés viszont kimutatta, hogy az Eogruidok mégis a struccokkal álltak rokonságban. Feltehetőleg a struccokkal való versengés miatt pusztulhattak ki, bár eddig még sose mutatták ki, hogy a két taxon együtt élt volna egy helyen.
Úgy gondolják, hogy más futómadarakhoz hasonlóan a struccok ősei a 66 millió évvel ezelőtti K-T kihalási esemény idején veszíthették el röpképességüket. A nem-madár dinoszauruszok hirtelen eltűnése megnyitotta az ökológiai rést a nagy testű növényevő állatok számára és korlátozta a ragadozók miatti fenyegetettséget, ami arra kényszerítette a déli féltekén szétszórtan élt ősi futómadarakat, hogy konvergens úton veszítsék el röpképességüket.

## Nemek
- ?†Remiornis Lemoine 1881
- ?†Eremopezus Andrews 1904
- †Palaeotis Lambrecht 1928 (kora eocén)
- †Orientornis Wang 2008
- †Pachystruthio (Kretzoi 1954) (késő pliocén-pleisztocén)
- Struthio Linnaeus 1758 (kora miocén-)